# Herrbodtjärnen
Herrbodtjärnen är en sjö i Sundsvalls kommun i Medelpad och ingår i Ljungans huvudavrinningsområde. Sjön har en area på 0,259 kvadratkilometer och ligger 90,1 meter över havet. Sjön avvattnas av vattendraget Sågbäcken. Vid provfiske har bland annat abborre, gers, gädda och lake fångats i sjön.

## Delavrinningsområde
Herrbodtjärnen ingår i det delavrinningsområde (689912-156903) som SMHI kallar för Mynnar i Bölomssjön. Medelhöjden är 163 meter över havet och ytan är 11,69 kvadratkilometer. Det finns inga avrinningsområden uppströms utan avrinningsområdet är högsta punkten. Sågbäcken som avvattnar avrinningsområdet har biflödesordning 4, vilket innebär att vattnet flödar genom totalt 4 vattendrag innan det når havet efter 40 kilometer. Avrinningsområdet består mestadels av skog (92 procent). Avrinningsområdet har 0,35 kvadratkilometer vattenytor vilket ger det en sjöprocent på 3 procent.

## Fisk
Vid provfiske har följande fisk fångats i sjön:
- Abborre
- Gärs
- Gädda
- Lake
- Mört
- Ruda